# Оборники (гміна)
Гміна Оборники (пол. Gmina Oborniki) — місько-сільська гміна у північно-західній Польщі. Належить до Оборницького повіту Великопольського воєводства.
Станом на 31 грудня 2011 у гміні проживало 33040 осіб.

## Територія
Згідно з даними за 2007 рік площа гміни становила 340.16 км², у тому числі:
- орні землі: 52.00%
- ліси: 38.00%

Таким чином, площа гміни становить 47.73% площі повіту.

## Населення
Станом на 31 грудня 2011:
| Опис     | Загалом | Загалом | Чоловіки | Чоловіки | Жінки | Жінки |
| -------- | ------- | ------- | -------- | -------- | ----- | ----- |
| одиниця  | осіб    | %       | осіб     | %        | осіб  | %     |
| все      | 33040   | 100     | 16289    | 49.30    | 16751 | 50.70 |
| міське   | 18368   | 100     | 8897     | 48.44    | 9471  | 51.56 |
| сільське | 14672   | 100     | 7392     | 50.38    | 7280  | 49.62 |

## Сусідні гміни
Гміна Оборники межує з такими гмінами: Мурована Ґосліна, Обжицько, Полаєво, Ричивул, Роґозьно, Рокетниця, Сухий Ляс, Шамотули.